# Włas Doroszewicz
Włas Michajłowicz Doroszewicz (ros. Влас Миха́йлович Дороше́вич, ur. 5 stycznia?/17 stycznia 1865 w Moskwie, zm. 22 lutego 1922 w Piotrogrodzie) – rosyjski pisarz, publicysta, prozaik, krytyk teatralny, jeden z bardziej znanych rosyjskich felietonistów końca XIX i początku XX wieku.

## Życiorys
Pracę w gazetach zaczynał będąc jeszcze uczniem gimnazjum moskiewskiego. Był reporterem gazet Moskowskij listok (ros. Московский листок) i Petersburska gazieta (Петербургская газета), pisał opowiadania humorystyczne dla czasopisma Budilnik (Будильник). Uznanie i popularność Doroszewicza datuje się od lat 90. XIX, kiedy to zaczął pracę w gazetach odeskich.
W 1897 udał się w podróż na Wschód i następnie wydał książkę zawierająca reportaże o Sachalinie i katordze sachalińskiej.